# Nationaal park Slowaakse Karst
Nationaal park Slowaakse Karst (Slowaaks: Národný park Slovenský kras) is een nationaal park in het zuiden Slowakije aan de grens met Hongarije. Het is gelegen in de bergketen Slowaakse Karst, dat weer onderdeel uitmaakt van het Slowaaks Ertsgebergte. Het park heeft een grootte van 346,11 km2.
Het landschap is sinds 1973 als beschermd gebied aangewezen en op 1 maart 2002 is het gebied uitgeroepen tot nationaal park in Slowakije. In het park liggen vele grotten. Mede daardoor maakt het park samen met het Nationaal Park Aggtelek in Hongarije deel uit van de werelderfgoedlijst van de UNESCO. De inschrijving staat onder de naam Grotten van de Aggtelek Karst en Slowaakse Karst.
Grote Fatra · 
Kleine Fatra · 
Lage Tatra · 
Muránska Planina · 
Pieniny · 
Poloniny · 
Slowaakse Karst · 
Slowaaks Paradijs · 
Tatra
- Nationale Bibliotheek van Tsjechië: ge927564
- Virtual International Authority File: 3551156565722223500000